# CNNMoney Switzerland
CNNMoney Switzerland est une chaîne de télévision privée suisse qui diffuse exclusivement en anglais, à destination de la Suisse. Elle est principalement axée sur l'économie et la finance suisses. La chaîne émet depuis ses deux studios à Gland et à Zurich. Son siège social est basé à Lausanne.

## Histoire de la chaîne
En janvier 2017, le média CNN annonce le lancement par la société vaudoise MediaGo (anciennement ProTV Ventures) d'une déclinaison télévisée de CNNMoney à destination du public suisse. La chaîne débute la diffusion de ses programmes lors du Forum économique mondial de Davos le 24 janvier 2018. Ses contenus sont accessibles gratuitement sur divers opérateurs câble et par IP en Suisse, et une bonne partie d'entre eux sont mis en ligne sur le site de la chaîne ainsi que les réseaux sociaux. Elle bénéficie de la marque et de l'expérience de CNNMoney et CNN International et reprend du contenu de ces dernières. CNNMoney Switzerland a été conçue et elle est dirigée par Christophe Rasch, fondateur de MediaGo, ancien journaliste, entrepreneur média et fondateur de la chaîne régionale fribourgeoise La Télé.

## Financement
La chaîne est exploitée par CNN Money Switzerland SA, une société privée détenue à 30 % par le management. La presse rapporte que 70 % des actions sont détenues par des industriels bengalis de Sikder Group (en).

## Organisation
La chaîne emploie 31 personnes, dont 10 journalistes.

### Direction
- Président du conseil d'administration : Christophe Rasch[6]
- CEO : Christophe Rasch[6], fondateur de MediaGo
- COO : Andreas Schaffner, ancien producteur de SRF 1[7] et responsable éditorial de AZ Media (CH Media)
- CTO : Michel Croibier, fondateur de DotCAST consulting, ancien consultant technique de la RTS, d'Euronews et Medi 1 TV[8].
- Rédactrice en chef : Patrizia Laeri, journaliste économique alémanique, ex-SRF 1
- Rédactrice en chef adjointe : Hannah Wise, ancienne journaliste sur BBC News et France 24[9]

### Présentatrices
- Ana Maria Montero, ancienne journaliste sur CNN et CNN en Español[9]
- Hannah Wise, ancienne journaliste sur BBC News et France 24[9]
- Olivia Chang, ancienne productrice de Business Insider Australia et ancienne stagiaire sur CNNMoney US[10]

## Programmes
La chaîne diffuse en continu depuis ses studios de Zurich et Gland. Elle diffuse principalement un programme renouvelé chaque jour de 18h00 à 21h00, à la fermeture de la bourse suisse, puis rediffuse sa boucle ou des programmes phares de CNN International jusqu'au lendemain 18h00.
Après 21h00 et jusqu'à 18h00 le lendemain, le programme de la chaîne est une répétition de The Swiss Pulse, de contenus provenant de CNN International et d'émissions nationales thématiques préenregistrées :
- The Executive Talk, centrée autour d'une interview d'une personnalité du monde des affaires suisse ;
- The Global Agenda, en partenariat avec le World Economic Forum[13] ;
- On The Block, sur l'actualité du Blockchain ;
- Front Seat, qui traite de l'automobile d'un point de vue suisse ;
- International Geneva, sur l'actualité de la Genève internationale et les questions de gouvernance globale, de coopération internationale, d'aide humanitaire et de droits humains qui y sont traitées ;
- Tech Talk, sur les nouvelles technologies ;
- Learning Curve, sur le futur de l'éducation et le secteur éducatif suisse ;
- Feeling Good, sur les innovations suisses dans le domaine de la santé et du bien-être ;
- Spotlight, sur le monde de la culture et des loisirs en Suisse et ailleurs.
- Know the Facts (KTF), une série de vidéos informatives sur la Suisse.